# 간지럼 씨
《간지럼 씨》는 로저 하그리브스가 그린 〈Mr. Men〉 시리즈의 첫 번째 책이다.

## 번역
간지럼씨는 《Monsieur Chatouille》 (프랑스), 《Don Cosquillas》 (스페인), 《Mr. Goglais》 (웨일스), 《Unser Herr Killekille》 (독일), 《Meneertje Kietel》 (네덜란드), 《Ο Κύριος Γαργαλίτσας》 (그리스), 《搔癢先生》 (중화민국), 《Fætter Kilderik》 (덴마크), 《Gubben Killekill》 (스웨덴), 《מר דגדוג》 (이스라엘), 《Mr. Csiki》 (헝가리), 《Senhor Cócegas》 (포르투갈) 라는 제목으로도 번역되었다.